# John Williams (attore)
John Williams (Chalfont St. Giles, 15 aprile 1903 – La Jolla, 5 maggio 1983) è stato un attore britannico.

## Biografia
Nato nella contea inglese del Buckinghamshire, nel 1916 intraprese la carriera di attore teatrale, recitando in numerosi lavori, tra i quali Peter Pan, The Ruined Lady e The Fake. Nel 1924 si trasferì negli Stati Uniti, iniziando a calcare i palcoscenici di Broadway, dove ottenne grande successo in A Kiss in the Taxi (1925), accanto a Claudette Colbert. Durante la sua lunga carriera teatrale, recitò con grandi attrici del palcoscenico americano, tra cui Gertrude Lawrence in Pigmalione (1945) e Helen Hayes in Alice Sit by the Fire (1946). 
Gli impegni teatrali non gli impedirono apparizioni anche in campo cinematografico, dove fu attivo come attore fin dagli anni trenta.
Nel 1947 recitò per la prima volta sotto la direzione di Alfred Hitchcock nel film Il caso Paradine. Il regista lo scritturò nuovamente nel 1954 per Il delitto perfetto, dove Williams interpretò il sagace ispettore Hubbard, ruolo che già aveva interpretato a Broadway nella versione teatrale della pièce, e che gli aveva fatto vincere il Tony Award al miglior attore non protagonista in un'opera teatrale nel 1953. Nello stesso anno prese parte alla celebre commedia Sabrina di Billy Wilder, in cui impersonò il padre della protagonista (Audrey Hepburn). L'anno successivo fu nuovamente diretto da Hitchcock in Caccia al ladro (1955), in cui interpretò un funzionario dei Lloyd's di Londra, incaricato di far luce su una serie di furti di gioielli in Costa Azzurra.
Nel 1957 fu tra i protagonisti del giallo Testimone d'accusa di Billy Wilder. Nel 1960 interpretò di nuovo il ruolo di un ispettore di polizia nel film Merletto di mezzanotte, con Doris Day e Rex Harrison. 
Williams ottenne grande successo anche in qualità di attore televisivo, in particolare durante gli anni cinquanta, quando prese parte a diversi episodi della serie Alfred Hitchcock presenta. Nel 1958 tornò a incarnare il ruolo dell'ispettore Hubbard nel film televisivo Dial M for Murder, trasmesso all'interno della serie Hallmark Hall of Fame, mentre nel 1967 entrò nel cast di un'altra celebre serie, Tre nipoti e un maggiordomo, interpretando Nigel French, il fratello del maggiordomo Mr. French (Sebastian Cabot).

## Filmografia

### Cinema
- The Chumps, regia di Mack Sennett (1930)
- È arrivata la felicità (Mr. Deeds Goes to Town), regia di Frank Capra (1936)
- The Next of Kin, regia di Thorold Dickinson (1942)
- The Goose Steps Out, regia di Basil Dearden (1942)
- Audace avventura (The Foreman Went to France), regia di Charles Frend (1942)
- Il caso Paradine (The Paradine Case), regia di Alfred Hitchcock (1947)
- Il sorriso della Gioconda (A Woman's Vengeance), regia di Zoltán Korda (1948)
- Kind Lady, regia di John Sturges (1951)
- Il bandito di York (The Lady and the Bandit), regia di Ralph Murphy (1951)
- Bagliori ad Oriente (Thunder in the East), regia di Charles Vidor (1952)
- Sabrina, regia di Billy Wilder (1954)
- Il delitto perfetto (Dial M for Murder), regia di Alfred Hitchcock (1954)
- Il principe studente (The Student Prince), regia di Richard Thorpe, Curtis Bernhardt (1954)
- Caccia al ladro (To Catch a Thief), regia di Alfred Hitchcock (1955)
- Operazione Normandia (D-Day the Sixth of June), regia di Henry Koster (1956)
- Una Cadillac tutta d'oro (The Solid Gold Cadillac), regia di Richard Quine (1956)
- La bionda esplosiva (Will Success Spoil Rock Hunter?), regia di Frank Tashlin (1957)
- L'isola nel sole (Island in the Sun), regia di Robert Rossen (1957)
- Testimone d'accusa (Witness for Prosecution), regia di Billy Wilder (1957)
- I segreti di Filadelfia (The Young Philadelphians), regia di Vincent Sherman (1959)
- Merletto di mezzanotte (Midnight Lace), regia di David Miller (1960)
- Un marziano sulla Terra (Visit to a Small Planet), regia di Norman Taurog (1960)
- Erasmo il lentigginoso (Dear Brigitte), regia di Henry Koster (1965)
- Harlow, regia di Alex Segal (1965)
- Questi pazzi agenti segreti (The Last of the Secret Agents), regia di Norman Abbott (1966)
- Fermi tutti, cominciamo daccapo! (Double Trouble), regia di Norman Taurog (1967)
- Guerra, amore e fuga (The Secret War of Harry Friggs), regia di Jack Smight (1968)
- La pulce nell'orecchio (A Flea in Her Ear), regia di Jacques Charon (1968)
- Lost in the Stars, regia di Daniel Mann (1974)
- La gang della spider rossa (No Deposit, No Return), regia di Norman Tokar (1976)
- Teste calde e tanta fifa (Hot Lead and Cold Feet), regia di Robert Butler (1978)

### Televisione
- Pulitzer Prize Playhouse – serie TV, 1 episodio (1951)
- Alfred Hitchcock presenta (Alfred Hitchcock Presents) – serie TV, 10 episodi (1955-1959)
- The 20th Century-Fox Hour – serie TV, episodio 1x12 (1956)
- Climax! – serie TV, 2 episodi (1956)
- The Alcoa Hour – serie TV, episodi 1x01-2x13 (1955-1957)
- Schlitz Playhouse of Stars – serie TV, 1 episodio (1957)
- Suspicion – serie TV, 1 episodio (1957)
- Papà ha ragione (Father Knows Best) – serie TV, 1 episodio (1958)
- Hallmark Hall of Fame – serie TV (1958), ep. Dial M for Murder
- Westinghouse Desilu Playhouse – serie TV, episodio 1x23 (1959)
- Five Fingers – serie TV, 1 episodio (1959)
- Playhouse 90 – serie TV, 4 episodi (1957-1960)
- Scacco matto (Checkmate) – serie TV, episodio 1x12 (1960)
- The DuPont Show of the Month – serie TV, 2 episodi (1959-1961)
- The Aquanauts – serie TV, 1 episodio (1961)
- Thriller – serie TV, episodio 1x28 (1961)
- The Investigators – serie TV, episodio 1x02 (1961)
- Bus Stop – serie TV, episodio 1x08 (1961)
- Fred Astaire (Alcoa Premiere) – serie TV, 1 episodio (1962)
- Il dottor Kildare (Dr. Kildare) – serie TV, 1 episodio (1963)
- Io e i miei tre figli (My Three Sons) – serie TV, episodio 3x28 (1963)
- Ai confini della realtà (The Twilight Zone) – serie TV, episodio 4x18 (1963)
- The Travels of Jaimie McPheeters – serie TV, episodio 1x12 (1963)
- Lucy Show (The Lucy Show) – serie TV, 1 episodio (1964)
- Twelve O'Clock High – serie TV, 1 episodio (1964)
- Gli inafferrabili (The Rogues) – serie TV, 4 episodi (1964-1965)
- Polvere di stelle (Bob Hope Presents the Chrysler Theatre) – serie TV, 1 episodio (1966)
- Combat! – serie TV, 1 episodio (1966)
- Tre nipoti e un maggiordomo (Family Affair) – serie TV, 9 episodi (1967)
- Operazione ladro (It Takes a Thief) – serie TV, 1 episodio (1969)
- Selvaggio west (The Wild Wild West) – serie TV, episodio 4x21 (1969)
- Missione impossibile (Mission: Impossibile) – serie TV, 1 episodio (1970)
- Mistero in galleria (Night Gallery) – serie TV, 2 episodi (1971-1972)
- Colombo (Columbo) – serie TV, episodio 2x04 (1972)
- Uno sceriffo a New York (McCloud) – serie TV, 1 episodio (1972)
- Detective anni trenta (Banyon) – serie TV, 1 episodio (1973)
- Love, American Style – serie TV, 1 episodio (1973)
- Ironside – serie TV, 1 episodio (1974)
- ABC Weekend Specials – serie TV, 1 episodio (1978)
- Battaglie nella galassia (Battlestar Galactica) – serie TV, 2 episodi (1979)

## Doppiatori italiani
Nelle versioni in italiano dei suoi film, John Williams è stato doppiato da: 
- Giorgio Capecchi in La bionda esplosiva, L'isola nel sole, Merletto di mezzanotte
- Lauro Gazzolo in Bagliori a Oriente, Caccia al ladro, Operazione Normandia
- Manlio Busoni in Sabrina, Guerra, amore e fuga
- Mario Pisu in Il delitto perfetto
- Bruno Persa in Una Cadillac tutta d'oro
- Augusto Marcacci in Testimone d'accusa
- Emilio Cigoli in I segreti di Filadelfia
- Pino Locchi in Il principe studente
- Gino Baghetti in Un marziano sulla Terra
- Mario Feliciani in Erasmo il lentigginoso
- Arturo Dominici in Fermi tutti, cominciamo daccapo!
- Roberto Villa in Colombo
- Mario Bardella in Teste calde e tanta fifa